# Strepsichordaia
Strepsichordaia is een geslacht van sponsdieren uit de klasse van de Demospongiae (gewone sponzen).

## Soorten
- Strepsichordaia aliena (Wilson, 1925)
- Strepsichordaia caliciformis (Carter, 1885)
- Strepsichordaia lendenfeldi Bergquist, Ayling & Wilkinson, 1988
- Strepsichordaia stellifera (Bowerbank, 1877)